# Kanton Rinteln
Der Kanton Rinteln war eine Verwaltungseinheit im Königreich Westphalen, die von 1807 bis 1813 bestand und durch das Königliche Decret vom 24. Dezember 1807 gebildet wurde. Von 1807 bis 1810 gehörte der Kanton zum Distrikt Rinteln im Departement der Weser und ab 1810, nach dessen Auflösung kam der Kanton zu einem neuen Distrikt Rinteln im Departement der Leine.

## Gemeinden
- Rinteln mit Bünte
- Möllenbeck und Ellerburg
- Hessendorf, Exten, Krankenhagen, Strüvensiek, Großenkrull und Kleinenkrull
- Saarbock und Strücken
- Uchtdorf  mit Maßberg, Friedrichshöhe, Volksen und Wöseberg
- Wennenkamp und Friedrichswald
- Hohenrode, Goldbeck, Rumbeck
- Friedrichshagen mit Friedrichsburg, Heßlingen und Fuhlen